# Hot Together (canção)
Hot Together é uma canção do grupo vocal feminino americano The Pointer Sisters. Lançada em 1986 como faixa-título do álbum Hot Together, a música ganhou destaque por suas aparições em trilhas sonoras e propagandas esportivas. Em 2025, a canção voltou ao centro das atenções ao ser usada no segundo trailer do jogo Grand Theft Auto VI.

## Antecedentes e lançamento
Hot Together foi gravada durante a produção do décimo segundo álbum de estúdio do grupo, também intitulado Hot Together. A canção foi composta por Sharon Robinson e produzida por Richard Perry, colaborador frequente das Pointer Sisters na década de 1980.
Apesar de não ter sido lançada como single principal, a música chamou atenção por seu uso em diversas mídias. Foi incluída nas trilhas dos filmes Spaceballs e Stakeout, ambos de 1987, e também foi utilizada em campanhas promocionais dos playoffs da NBA daquele ano.

## Composição e estilo
A música apresenta elementos característicos do R&B dançante dos anos 80, com uso de sintetizadores, batidas eletrônicas e os tradicionais vocais harmonizados do trio. A letra e o arranjo refletem a abordagem festiva e sensual que marcou o som do grupo nesse período.

## Recepção
Embora não tenha entrado nas principais paradas musicais, Hot Together foi elogiada pela crítica especializada por sua produção energética e atmosfera vibrante. Com o tempo, tornou-se uma das faixas mais lembradas do álbum.
Em 2025, a inclusão da música no segundo trailer de Grand Theft Auto VI causou um aumento expressivo de interesse: a faixa registrou um crescimento de mais de 180.000% nas plataformas de streaming como o Spotify. 

## Na cultura popular
- Presente na trilha sonora dos filmes Spaceballs e Stakeout (1987).[2][3]
- Utilizada em campanhas da NBA durante os playoffs de 1987.[4]
- Em 2025, foi destaque no trailer oficial do jogo Grand Theft Auto VI.[5]